# Indywidualne Mistrzostwa Polski w Zapasach 1994

## Mistrzostwa Polski w Zapasach1994

### Kobiety
2. Mistrzostwa Polski – x – x 1994, Wałbrzych

### Mężczyźni
- styl wolny

47. Mistrzostwa Polski – x – x 1994, Płońsk
- styl klasyczny

64. Mistrzostwa Polski – x – x 1994, Racibórz

## Medaliści

### Kobiety
| Kategoria: | Złoto:                                | Srebro:                              | Brąz:                                      |
| 44 kg      | Edyta Smolińska Orlęta Łuków          | Małgorzata Szewczyk Start Krasnystaw |                                            |
| 47 kg      | Sylwia Kita Górnik Zabrze             | Magdalena Doszko Sokół Lublin        | Anna Kisiel Start Krasnystaw               |
| 50 kg      | Małgorzata Kitowska Celuloza Kostrzyn | Agata Iwańska Platan Borkowice       | Iwona Kacica Zagłębie Wałbrzych            |
| 53 kg      | Ewa Końska Gwardia Warszawa           | Barbara Skucha Bielawianka Bielawa   | Marzena Zabroń Platan Borkowice            |
| 57 kg      | Magdalena Szerczak Gwardia Warszawa   | Urszula Osińska Orzeł Wierzbica      | Jolanta Willucka Warmia Lidzbark Warmiński |
| 61 kg      | Magdalena Kowalczyk Sokół Lublin      | Sylwia Żukowska Sprząśla Supraśl     | Anna Kowalczyk Start Krasnystaw            |
| 65 kg      | Anna Udycz Gwardia Warszawa           | Jolanta Filus Siła Mysłowice         | Ewa Gajek Znicz Podzamcze Chęcińskie       |
| 70 kg      | Małgorzata Bassa Sokół Lublin         | Sylwia Ciupa Włókniarz Łódź          | Agnieszka Tatarek Bizon Milicz             |

### Mężczyźni

#### Styl wolny
| Kategoria: | Złoto:                               | Srebro:                              | Brąz:                                        |
| 48 kg      | Robert Antoniak Stal Kraśnik         | Andrzej Sowa AKS Białogard           | Artur Pietras GKS Dąbrowa Górnicza           |
| 52 kg      | Andrzej Niedbała Slavia Ruda Śląska  | Władysław Olejnik ZKS Koszalin       | Krzysztof Dyka Gwiazda Bydgoszcz             |
| 57 kg      | Tadeusz Kowalski AZS-AWF Warszawa    | Stanisław Surdyka Stal Rzeszów       | Krzysztof Łukasiak KKS Krasnystaw            |
| 62 kg      | Jan Krzesiak Slavia Ruda Śląska      | Ireneusz Kozioł Slavia Ruda Śląska   | Bogdan Strzałka Slavia Ruda Śląska           |
| 68 kg      | Władysław Wyrwał Slavia Ruda Śląska  | Adam Swatek KKS Krasnystaw           | Dariusz Czarnecki Start Krasnystaw           |
| 74 kg      | Krzysztof Walencik Czeczott Wola     | Andrzej Kościelski Grunwald Poznań   | Andrzej Brożyna ZKS Koszalin                 |
| 82 kg      | Józef Niemiec Gwardia Warszawa       | Zbigniew Strzelczyk Gwardia Warszawa | Michał Stanisławski Gwardia Warszawa         |
| 90 kg      | Robert Kostecki AZS-AWF Warszawa     | Witold Biskup Czeczott Wola          | Jan Chitruszko Czeczott Wola                 |
| 100 kg     | Marek Garmulewicz Slavia Ruda Śląska | Jerzy Nieć Stal Kraśnik              | Maciej Sulgan AZS-AWF Warszawa               |
| 130 kg     | Adam Chojnacki Grunwald Poznań       | Janusz Jezior Czeczott Wola          | Zbigniew Grudzień Znicz Podzamcze Chęcińskie |

#### Styl klasyczny
| Kategoria: | Złoto:                                    | Srebro:                               | Brąz:                                     |
| 48 kg      | Piotr Jabłoński Cement Gryf Chełm         | Marek Gawlik Wisłoka Stomil Dębica    | Andrzej Głąb Cement Gryf Chełm            |
| 52 kg      | Dariusz Jabłoński Cement Gryf Chełm       | Dariusz Piaskowski Zagłębie Wałbrzych | Mariusz Kania Wisłoka Stomil Dębica       |
| 57 kg      | Stanisław Pawłowski Zagłębie Wałbrzych    | Krzysztof Danielewski Śląsk Wrocław   | Grzegorz Szyszka PTC Pabianice            |
| 62 kg      | Włodzimierz Zawadzki Legia Warszawa       | Dariusz Przystolik Siła Mysłowice     | Andrzej Maksymiuk Śląsk Wrocław           |
| 68 kg      | Ryszard Wolny Unia Racibórz               | Jan Kasprzak Siła Mysłowice           | Jerzy Szeibinger Zagłębie Wałbrzych       |
| 74 kg      | Andrzej Tomaszewski Wisłoka Stomil Dębica | Mieczysław Kuryś Śląsk Wrocław        | Robert Żółtowski Legia Warszawa           |
| 82 kg      | Józef Tracz Śląsk Wrocław                 | Henryk Topór Zagłębie Wałbrzych       | Piotr Krybus Unia Racibórz                |
| 90 kg      | Jacek Fafiński Legia Warszawa             | Andrzej Sulewski Zagłębie Wałbrzych   | Marek Kraszewski Śląsk Wrocław            |
| 100 kg     | Andrzej Wroński Legia Warszawa            | Jerzy Eksterowicz Zagłębie Wałbrzych  | Jarosław Kurkiewicz Wisłoka Stomil Dębica |
| 130 kg     | Bogusław Dąbrowski Zagłębie Wałbrzych     | Grzegorz Pieronkiewicz Unia Racibórz  | Jacek Jaracz Śląsk Wrocław                |